# 片山友希
片山 友希（かたやま ゆき、1996年12月9日 - ）は、日本の女優。京都府出身。テイクオフ所属。

## 来歴
中学2年生の時に関西の養成所に入り俳優活動を始める。高校卒業後もアルバイトをしながら関西を拠点に役者の仕事を続けていたが仕事が少なく、20歳で上京する。
2015年2月10日、映画『家族はひとつ』で映画初出演。
2016年1月28日、NHK総合・木曜時代劇『ちかえもん』第3話に出演し、テレビドラマ初出演。
2017年2月25日、連続テレビ小説『べっぴんさん』でNHK朝ドラ初出演。同年10月期テレビ東京系ドラマ25『セトウツミ』で初めて連続ドラマに主要キャストとして起用される。
2018年7月20日より東京芸術劇場シアターイーストにて行われた舞台『死ンデ、イル。』で舞台初主演。
2019年4月期日本テレビ系土曜ドラマ『俺のスカート、どこ行った?』で民放ゴールデンプライムタイムの連続ドラマに初めてレギュラー出演。
2021年、映画『茜色に焼かれる』（監督：石井裕也）で、第46回報知映画賞で最優秀新人賞、第43回ヨコハマ映画祭で最優秀助演女優賞を受賞。
2022年、『フタリノセカイ』で映画初主演。

## 人物
特技はバレエ、人物描写。

## 出演

### 映画
- 家族はひとつ（2015年2月20日）[注 1]
- 大江戸キャノンボール（2015年）
- 春夫と亮二 第一話河童（2017年10月28日） - 女子高生 役
- リバーズ・エッジ（2018年2月16日）
- いぬやしき（2018年4月20日）
- 音量を上げろタコ!なに歌ってんのか全然わかんねぇんだよ!!（2018年10月12日） - 伊能聖子 役[9]
- ここは退屈迎えに来て（2018年10月19日） - なっちゃん 役[10]
- 体操しようよ（2018年11月9日） - 佐久間 役
- ねことじいちゃん（2019年2月22日） - あすみ 役[11]
- 人間失格 太宰治と3人の女たち（2019年9月13日）
- 東京アディオス（2019年10月11日）
- ブラック校則（2019年11月1日） - 大多和美那子 役
- 君が世界のはじまり（2020年7月31日） - 純 役[12]
- 花束みたいな恋をした（2021年1月29日）
- あの頃。（2021年2月19日） - 奈緒 役[13]
- 茜色に焼かれる（2021年5月21日） - ケイ 役[14][15]
- 弟とアンドロイドと僕（2022年1月）
- フタリノセカイ（2022年1月14日） - 主演・ユイ 役（初主演）[6]
- 大怪獣のあとしまつ（2022年2月4日）[16]
- コンビニエンス・ストーリー（2022年8月5日） - ジグザグ 役[17]
- 1秒先の彼（2023年7月7日） - 舞 役[18]
- 行きがけの空（2025年8月1日）[19]
- FUJIKO（2026年公開予定） - 主演・富士子 役[20]

### テレビドラマ
- ちかえもん 第3話（2016年1月28日、NHK総合） - 娘 役
- 大阪環状線 ひと駅ごとの愛の物語 Part2 「桜ノ宮駅」編（2017年1月31日、関西テレビ）
- 連続テレビ小説（NHK）
  - べっぴんさん（2017年2月25日・27日） - 美代 役
  - ブギウギ（2023年10月12日 - ） - 桜庭和希 役[21][22]
- 脳にスマホが埋められた! 第1話（2017年7月6日、読売テレビ） - 女子高生 役[23]
- セトウツミ 第3話 - 最終話（2017年10月27日 - 12月23日、テレビ東京） - ハツ美 役[3][24]
- 平成物語 SEASON 1（2018年3月24日・31日、フジテレビ） - 紡 役[25]
- dele 第2話（2018年8月3日、テレビ朝日） - ひかる 役
- 透明なゆりかご 第7回（2018年8月31日、NHK総合） - 石澤ミカ 役
- ゾンビが来たから人生見つめ直した件（2019年1月19日 - 3月9日、NHK総合） - 増田薫 役
- 日曜プライム（テレビ朝日）
  - 庶務行員 多加賀主水が悪を断つ（2019年2月10日） - 佐山涼子 役
  - 時効警察・復活スペシャル（2019年9月29日）
- 俺のスカート、どこ行った?（2019年4月20日 - 6月22日、日本テレビ） - 原田糸 役[5]
- ブラック校則（2019年10月15日 - 11月26日、日本テレビ） - 大多和美那子 役
- 伝説のお母さん（2020年2月1日 - 3月21日、NHK総合）‐ ポコ 役[26]
- トップナイフ-天才脳外科医の条件- 第8話（2020年2月29日、日本テレビ） - 青いワンピースの美少女 役
- 恐怖新聞（2020年8月29日 - 10月10日、東海テレビ・フジテレビ） - 宮沢桃香 役[27]
- だから私はメイクする 第4話・最終話（2020年10月29日・11月12日、テレビ東京） - 亀山玲央 役[28]
- でっけえ風呂場で待ってます 第7話（2021年3月15日、日本テレビ） - 梅ヶ丘虎美 役
- 探偵☆星鴨（2021年4月27日 - 6月29日、日本テレビ） - ヒロイン・唐戸つぐみ 役[29][30]
- ボイスII 110緊急司令室（2021年7月10日 - 、日本テレビ） - 二ノ宮純名 役[31]
- ムチャブリ！わたしが社長になるなんて（2022年1月12日 - 3月16日、日本テレビ） - 水科柚 役[32][33]
- 拾われた男 Lost Man Found（2022年6月26日 - 8月28日、NHK BSプレミアム・ディズニープラス）- 野本 役[34]
- ZIP! 朝ドラマ「泳げ!ニシキゴイ」（2022年7月19日 - 、日本テレビ） - 長谷川たかこ 役[35]
- トモダチゲームR4（2022年7月23日 - 9月10日、テレビ朝日） - 水瀬マリア 役[36]
- 家庭教師のトラコ 第9話・最終話（2022年9月14日・21日、日本テレビ） - 大久保日菜子 役[37]
- Get Ready!（2023年1月8日 - 3月12日、TBS） - 菊川忍 役[38]
- City Lives（2023年1月18日 - 2月1日、フジテレビ） - ヒロイン・辻みさき 役[39]
- 全ラ飯（2023年4月14日 - 6月29日、関西テレビ） - ヒロイン・清水小町 役[40]
- 家族だから愛したんじゃなくて、愛したのが家族だった 第5話 - 第7話（2023年6月11日 - 25日、NHK BSプレミアム・NHK BS4K） - 石岡玲子 役[7][41]
- ああ、ラブホテル 〜秘密〜 第6話「フロント9番」（2023年6月23日、WOWOW） - ミサ 役[42]
- 何曜日に生まれたの（2023年8月6日 - 10月8日、朝日放送テレビ・テレビ朝日） - 橋爪リリ子 役[43]
- OZU 〜小津安二郎が描いた物語〜 第3話「非常線の女」（2023年11月26日、WOWOW） - 彩 役[44]
- SHUT UP（2023年12月4日 - 2024年1月29日、テレビ東京） - 工藤しおり 役[45]
- 消せない「私」-復讐の連鎖-（2024年1月6日 - 3月30日、日本テレビ） - 砂川より子 役[46]
- 白暮のクロニクル 第5話（2024年3月29日、WOWOW） - 長尾棗 役[47]
- 御社の乱れ正します! 第3話 - 第5話（2024年4月16日 - 30日、BS-TBS） - 山田風花 役[48]
- Believe-君にかける橋-（2024年4月25日 - 6月20日、テレビ朝日） - 梶田千佳 役[49]
- 嘘解きレトリック（2024年10月7日 - 12月16日、フジテレビ） - 藤島千代 役[50]
- 世にも奇妙な物語’24 冬の特別編「City Lives」（2024年12月14日、フジテレビ） - 辻みさき 役[51]
- トーキョーカモフラージュアワー（2025年1月19日 - 3月23日、テレビ朝日 / 1月20日 - 3月24日、朝日放送テレビ） - 曽根ちゃん 役[52]
- いつか、無重力の宙で（2025年9月8日〈予定〉 - 、NHK総合） - 水原周 役[53]

### Web配信
- ブラック校則（2019年10月15日 - 11月26日、Hulu） - 大多和美那子 役
- 深夜食堂 -Tokyo Stories Season2-「カレーラーメン」（2019年10月31日、Netflix） [54]
- Hulu U35クリエイターズ・チャレンジ「まんたろうのラジオ体操」（2022年2月、Hulu）- 主演・佐倉さくら 役
- 君のことだけ見ていたい（2022年6月17日、全4回、Hulu） - 中山先生 役[55]
- 10年前の放課後〜拳と拳の戦い〜編（2023年9月3日、TVer・ABEMA） - 橋爪リリ子 役[56]

### 舞台
- 飛鳥ものがたり（2013年 - 2014年）
- ハイタウン2016 「コメディホールA」（2016年5月5日 - 8日、元・立誠小学校）
- 三人姉妹はホントにモスクワに行きたがっているのか?（2018年1月26日 - 2月4日、下北沢駅前劇場） - イリーナ 役[57][58]
- 死ンデ、イル。（2018年7月20日 - 29日、東京芸術劇場シアターイースト） - 主演・高井七海 役[4][59]

### ラジオドラマ
- FMシアター 父が還る日（2017年2月4日、NHK-FM） - 智美 役
- 青春アドベンチャー UFOはもう来ない（2017年3月13日 - 24日、NHK-FM） - 林田菜穂 役

### テレビ番組
- NEXT （2016年4月1日 - 2017年3月15日、スカイA） - ナビゲーター
- モーニングCROSS TOKYO外国人百景 番外編!京都フォト・サミット（2016年6月8日、TOKYO MX） - リポーター
- あざとくて何が悪いの?（テレビ朝日）
  - あざと連ドラ 第4弾「君があざとくて何が悪いの？〜僕らの恋日記〜」 第4話・第5話（2022年4月24日・5月1日）
  - あざと連ドラ 第5弾「東京であざとく頑張って何が悪いの?〜上京ガールの成長日記〜」（2022年6月5日 - 9月25日） - 主演・戸渡花 役[60]
- あさイチ (2024年1月18日、NHK 8:15) 片山友希さんと行く東京湾岸エリア

### CM
- 河合塾マナビス（2014年 - ）
- KYOETSU HONTEN（2015年）
- 任天堂 ミートピア（2016年）
- JR西日本（2016年）
- 広島工業大学（2016年）
- 富士通テン ECLIPSE 『パパは宇宙人』（2016年2月29日 - ） - 田中すみれ 役
- マクドナルド ベーコンポテトパイ（2017年10月4日 - ）[61]
- 日本郵政 「会うを超える。」篇（2018年）
- JR東海 スマートEX（2024年）[62]
- 銀座ダイヤモンドシライシ（2024年11月3日 - ）

### PV
- ココロオークション
  - 「蝉時雨」（2014年3月17日）
  - 「夏の幻」（2014年10月7日）
  - 「雨音」（2015年9月12日）
  - 「線香花火」（2017年7月10日）
- Large House Satisfaction「Crazy Crazy」（2015年8月17日）
- bonobos 「Gospel In Terminal」（2017年10月7日）

## 受賞歴
2021年
- 第46回報知映画賞 新人賞（『茜色に焼かれる』）（2021年）

2022年
- 第43回ヨコハマ映画祭 助演女優賞（『茜色に焼かれる』）（2022年）
- 第76回毎日映画コンクール スポニチグランプリ新人賞（『茜色に焼かれる』）（2022年）
- 第35回高崎映画祭 最優秀新進俳優賞（『茜色に焼かれる』）（2022年）
- おおさかシネマフェスティバル2022 新人賞（『茜色に焼かれる』）（2022年）